# Hedylopsis spiculifera
Hedylopsis spiculifera is een slakkensoort uit de familie van de Hedylopsidae. De wetenschappelijke naam van de soort is voor het eerst geldig gepubliceerd in 1901 door Kowalewsky.